# Димер хлорида золота(III)
Димер хлорида золота(III) — неорганическое соединение, соль металла золота и хлористоводородной кислоты, с формулой Au2Cl6. При нормальных условиях представляет собой блестящие призматические рубиново-красные кристаллы, хорошо растворимые в воде и органических растворителях. Легко восстанавливается до элементарного золота.

## Получение
- Действие газообразного хлора на тонкие листочки или порошок золота при нагревании:
{\displaystyle {\ce {2Au\ +3Cl2->[245{-}260~^{\circ }{\text{C}}]Au2Cl6{}+56~kcal}}}
- Взаимодействие металлического золота с хлорной водой или с царской водкой:
{\displaystyle {\ce {2 Au + 6 HCl + 2 HNO3 -> Au2Cl6 + 2 NO ^ + 4 H2O}}}
{\displaystyle {\ce {2 Au + 3 Cl2 ->[{\ce {H2O}}] Au2Cl6}}}
- Нагревание тетрагидрата золотохлористоводородной кислоты:
{\displaystyle {\ce {2H[AuCl4].4H2O->[120~^{\circ }{\text{C}}]Au2Cl6{}+2HCl{\uparrow }+8H2O}}}
- Реакция сжиженного хлора с золотом:
{\displaystyle {\ce {2Au\ +3Cl2->[80{-}100~^{\circ }{\text{C}}]Au2Cl6}}}

## Физические свойства
Димер хлорида золота(III) образует гигроскопичные тёмно-красные призматические кристаллы,
моноклинной сингонии,
пространственная группа P 21/c,
параметры ячейки a = 0,657 нм, b = 1,104 нм, c = 0,644 нм, β = 113,3°, Z = 2.
При нагревании выше 175 °С разлагается, не плавясь.
Хорошо растворяется в воде, спиртах и эфирах.

## Химические свойства
- Разлагается при нагревании, причём продукты реакции могут отличаться в зависимости от температуры:
{\displaystyle {\ce {Au2Cl6->[175~^{\circ }{\text{C}}]2AuCl{}+2Cl2{\uparrow }}}}
{\displaystyle {\ce {Au2Cl6->[288~^{\circ }{\text{C}}]2Au{}+3Cl2{\uparrow }}}}
- Разбавленный раствор Au2Cl6 имеет более кислую реакцию, чем концентрированные растворы (красно-коричневого цвета) вследствие гидролиза:
{\displaystyle {\ce {Au2Cl6 + 2 H2O <=> 2 H2[AuOCl3] <=> 2 [AuOCl3]^{2-}{}+ 4 H+}}}
{\displaystyle {\ce {Au2Cl6 + 2 H2O <=> 2 H[AuOHCl3] <=> 2 [AuOHCl3]- + 2 H+}}}
- Взаимодействует с соляной кислотой и растворами солей щелочных металлов:
{\displaystyle {\ce {Au2Cl6 + 2 HCl + 8 H2O -> 2 H[AuCl4].4H2O}}}
{\displaystyle {\ce {Au2Cl6 + 2 NaCl -> 2 Na[AuCl4]}}}
- Реакция с избытками щелочей приводит к образованию тетрагидроксоауратов:
{\displaystyle {\ce {Au2Cl6 + 8 MeOH + 8 H2O -> 2 Me[Au(OH)4].4H2O + 6 MeCl}}}
- Реакция с гидроксидом калия:
{\displaystyle {\ce {Au2Cl6{}+6KOH->Au2O{\downarrow }+6KCl{}+3H2O{}+O2{\uparrow }}}}
- Восстанавливается цинком:
{\displaystyle {\ce {Au2Cl6{}+3Zn->[{\ce {H2O}}]2Au{\downarrow }+3ZnCl2}}}
- При небольшом нагревании реагирует с угарным газом:
{\displaystyle {\ce {Au2Cl6{}+4CO->[55~^{\circ }{\text{C}}]2AuCOCl{}+2COCl2{\uparrow }}}}
- Восстанавливается иодом при нормальной температуре:
{\displaystyle {\ce {Au2Cl6 + 4 I2 -> 2 AuI + 6 ICl}}}
- Взаимодействует с иодидом калия:
{\displaystyle {\ce {Au2Cl6 + 6 KI -> 2 AuI + 6 KCl + 2 I2}}}
- Реакции с фосфином:
{\displaystyle {\ce {2 Au2Cl6 + PH3 + 4 H2O -> 4 AuCl + H3PO4 + 8 HCl}}}
{\displaystyle {\ce {3AuCl{}+PH3->Au3P{}+3HCl{\uparrow }}}}
- Реагирует с фосфидом золота(I) и фосфорными кислотами:
{\displaystyle {\ce {Au2Cl6{}+6Au3P{}+12H2O->20Au{\downarrow }+6H3PO2{}+6HCl}}}
{\displaystyle {\ce {Au2Cl6{}+3H3PO2{}+3H2O->2Au{\downarrow }+3H3PO3{}+6HCl}}}
{\displaystyle {\ce {Au2Cl6{}+3H3PO3{}+3H2O->2Au{\downarrow }+3H3PO4{}+6HCl}}}
- Димер хлорида золота(III) восстанавливается перекисью водорода, причём реакция идёт тем легче, чем pH среды больше:
{\displaystyle {\ce {Au2Cl6{}+3H2O2{}+6KOH->2Au{\downarrow }+6KCl{}+6H2O{}+3O2{\uparrow }}}}
- В кислых и щелочных растворах Au2Cl6 восстанавливается солями Fe(II). При этом образуется чистое золото:
{\displaystyle {\ce {Au2Cl6{}+6FeCl2{}->2Au{\downarrow }+3Fe2Cl6}}}
- Соединение также восстанавливается сернистой кислотой (в кислой или нейтральной среде):
{\displaystyle {\ce {Au2Cl6{}+3H2SO3{}+3H2O->2Au{\downarrow }+3H2SO4{}+6HCl}}}
- Восстановление Au2Cl6 (или других солей Au(III)) хлоридом олова(II) в сильнокислой среде даёт коричнево-чёрный мелкодисперсный, а в слабо кислых растворах — пурпурно-розовый осадок коллоидного золота («кассиев пурпур»):
{\displaystyle {\ce {Au2Cl6{}+3SnCl2->2Au{\downarrow }+3SnCl4}}}
- Осаждается хлоридом сурьмы(III):
{\displaystyle {\ce {Au2Cl6{}+3SbCl3->2Au{\downarrow }+3SbCl5}}}
- Оксиды свинца PbO и Pb3O4 в нейтральных и щелочных растворах также выделяют из димера чистое золото. В качестве других восстановителей для этого соединения используются сахара, индиго, бензидин и другие органические вещества.

## Применение
Вещество применяется для получения других соединений золота, гидрозолей и кассиевого пурпура.